# Robert Sedgewick
Robert Sedgewick (20 dicembre 1946) è un informatico, matematico e manager statunitense.
Egli è noto soprattutto in quanto autore di vari libri di notevole influenza riguardanti gli algoritmi e questioni generali di combinatoria di grande importanza per lo studio quantitativo degli algoritmi stessi. 

## Biografia
Nato il 20 dicembre 1946, ha ottenuto il Ph.D. nel 1975 presso la Stanford University sotto la supervisione di Donald Knuth con una tesi sopra l'algoritmo di quicksort. Dal 1975 al 1985 ha insegnato presso la Brown University. Nel 1985 è passato alla Princeton University per fondarvi il dipartimento di Computer Science; in questa sede ancora correntemente è professore di Computer Science. Egli inoltre è membro del consiglio di amministrazione di Adobe.
Robert Sedgewick è stato visitatore ricercatore presso il Xerox PARC, presso l'Institute for Defense Analyses e presso l'INRIA. Nel 1997 è stato nominato Fellow della Association for Computing Machinery per il suo lavoro pionieristico sull'analisi degli algoritmi e sugli algoritmi per l'animazione.
Egli è autore della ben nota serie di libri dedicati agli algoritmi. Il primo di questi fu pubblicato nel 1983 e conteneva codici sorgente in Pascal; successive edizioni si sono servite dei linguaggi C, C++, Modula-3, e Java.
Insieme a Philippe Flajolet ha scritto vari libri e numerosi articoli riguardanti lo sviluppo della combinatoria analitica, la disciplina che si serve delle funzioni generatrici e dell'analisi asintotica per enumerare strutture combinatorie e studiare le loro proprietà asintotiche. Come spiegato da Donald Knuth nel testo The Art of Computer Programming, questa è la chiave per sviluppare la analisi degli algoritmi in relazione alla media della casistica.
Egli inoltre tiene tre corsi in linea sulla piattaforma Coursera: Algorithms Part I, Algorithms Part II, Analysis of Algorithms e Analytic Combinatorics.